# استان جنوبی (گینه بیسائو)
استان جنوبی (به لاتین: South) یک منطقهٔ مسکونی در گینه بیسائو است که در گینه بیسائو واقع شده‌است.